# Миноносец №136
№ 136 — один из 25 миноносцев типа «Пернов», построенных для Российского Императорского флота.

## История корабля
Заложен на стапеле Невского судомеханического завода в 1895 году, спущен в июне 1896, вступил в строй в октябре 1897 года. 8 января 1912 года переклассифицирован в посыльное судно и передан в отряд судов Службы связи Балтийского флота. В декабре 1912 года затонул в финских шхерах и ввиду невозможности подъёма исключен из списков судов Балтийского флота.